# Dennis McKenna
Dennis Jon McKenna (nascido em 17 de dezembro de 1950 em Paonia, Colorado) é um etnofarmacologista, pesquisador farmacognosista, professor e autor. Ele é irmão do conhecido defensor de enteógenos Terence McKenna e é membro do conselho fundador e diretor de etnofarmacologia do Instituto de Pesquisa Heffter, uma organização sem fins lucrativos voltada à investigação dos possíveis usos terapêuticos de fármacos psicodélicos.

## Educação
McKenna recebeu seu mestrado em Botânica na Universidade do Havaí em 1979. Ele recebeu seu doutorado em Ciências Botânicas em 1984, pela Universidade da Colúmbia Britânica, onde escreveu uma dissertação intitulada "Inibidores da monoamina oxidase em plantas alucinogênicas da Amazônia: investigações etnobotânicas, fitoquímicas e farmacológicas" . McKenna recebeu bolsas de pesquisa de pós-doutorado no Laboratório de Farmacologia Clínica do Instituto Nacional de Saúde Mental e no Departamento de Neurologia da Faculdade de Medicina da Universidade de Stanford.

## Carreira
A pesquisa de McKenna levou ao desenvolvimento de produtos naturais para a Aveda Corporation, bem como a uma maior conscientização sobre produtos e medicamentos naturais. Ele é autor de vários artigos e livros científicos. É co-autor de The Invisible Landscape com seu irmão Terence McKenna, e Botanical Medicines: referência de mesa para os principais suplementos de ervas com Kenneth Jones e Kerry Hughes.
McKenna passou vários anos como conferencista sênior do Centro de Espiritualidade e Cura, parte do Centro de Saúde Acadêmico da Universidade de Minnesota, em Twin Cities.Atualmente, ele é pesquisador sênior do Grupo de Pesquisa em Produtos de Saúde Natural do Instituto de Tecnologia da Colúmbia Britânica, em Vancouver. Sua pesquisa incluiu a farmacologia, botânica e química da ayahuasca e do oo-koo-hé, que foram assuntos da tese de seu mestrado. Ele também conduziu extenso trabalho de campo na Amazônia peruana, colombiana e brasileira.

## Cultivo de cogumelos psicoativos
No início dos anos 1970, McKenna desenvolveu uma técnica para cultivar cogumelos com psilocibina em conjunto com seu irmão Terence, e publicaram o que haviam aprendido em um livro intitulado "Psilocybin - Magic Mushroom Grower's Guide". McKenna e seu irmão foram os primeiros a criar um método confiável para cultivar cogumelos contendo psilocibina em casa.